# Francisco Eduardo Cervantes Merino
Francisco Eduardo Cervantes Merino (ur. 13 października 1953 w Meksyku) – meksykański duchowny rzymskokatolicki, biskup Orizaby od 2015.

## Życiorys
Święcenia kapłańskie otrzymał 24 maja 1979 i został inkardynowany do diecezji Tuxpan. Był m.in. wykładowcą seminarium, diecezjalnym duszpasterzem młodzieży, proboszczem parafii katedralnej oraz wikariuszem biskupim ds. duszpasterskich.
2 lutego 2015 papież Franciszek mianował go biskupem diecezjalnym diecezji Orizaba. Sakry udzielił mu 23 kwietnia 2015 nuncjusz apostolski w Meksyku - arcybiskup Christophe Pierre.